# Extremumstelling

Een continue functie op het gesloten interval met globaal maximum (rood) en globaal minimum (blauw)

De extremumstelling is een stelling uit de wiskundige analyse. Ze wordt ook soms de extremumstelling van Weierstrass genoemd. De stelling zegt dat een continue functie {\displaystyle f} op het gesloten interval {\displaystyle [a,b]} minstens één keer haar maximum en minstens één keer haar minimum bereikt. Dat wil zeggen dat er getallen {\displaystyle c,d\in [a,b]} zijn, zodanig dat voor alle {\displaystyle x\in [a,b]} geldt:
{\displaystyle f(d)\leq f(x)\leq f(c)}
Het klassiek bewijs hiervoor gaat als volgt: het gesloten interval {\displaystyle [a,b]} is compact en dus is het continue beeld ook compact. Het beeld is dus gesloten en begrensd en bevat dus zowel zijn minimum als zijn maximum.
De extremumstelling wordt onder andere gebruikt om de stelling van Rolle te bewijzen.